# Кузнецовское сельское поселение (Горномарийский район)
Кузнецовское се́льское поселе́ние — муниципальное образование в Горномарийском районе Марий Эл Российской Федерации.
Административный центр — село Кузнецово.

## История
Статус и границы сельского поселения установлены Законом Республики Марий Эл от 18 июня 2004 года № 15-З «О статусе, границах и составе муниципальных районов, городских округов в Республике Марий Эл».

## Население
| 2002  | 2010  | 2011  | 2012  | 2013  | 2014  | 2015  | 2016  | 2017  |
| ----- | ----- | ----- | ----- | ----- | ----- | ----- | ----- | ----- |
| 2485  | ↘2100 | ↘2084 | ↘1990 | ↘1908 | ↘1836 | ↘1794 | ↘1762 | ↘1729 |
| 2018  | 2019  | 2020  | 2021  | 2023  |       |       |       |       |
| ↘1707 | ↘1701 | ↘1676 | ↗1819 | ↘1783 |       |       |       |       |

## Состав сельского поселения
| №  | Населённый пункт    | Тип населённого пункта       | Население |
| -- | ------------------- | ---------------------------- | --------- |
| 1  | Апшак-Пеляк         | деревня                      | ↗140      |
| 2  | Большой Серманангер | деревня                      | ↗150      |
| 3  | Вякшлап             | деревня                      | ↘6        |
| 4  | Заовражные Юлъялы   | деревня                      | ↗138      |
| 5  | Кожланангер         | деревня                      | ↘78       |
| 6  | Красная Горка       | деревня                      | ↗109      |
| 7  | Кузнецово           | село, административный центр | ↗330      |
| 8  | Кукшилиды           | деревня                      | ↗71       |
| 9  | Наумово             | деревня                      | ↗95       |
| 10 | Никишкино           | деревня                      | ↗30       |
| 11 | Паулкино            | деревня                      | ↗71       |
| 12 | Сараново            | деревня                      | ↘101      |
| 13 | Сауткино            | деревня                      | ↗77       |
| 14 | Токари              | деревня                      | ↗151      |
| 15 | Томилкино           | деревня                      | ↗48       |
| 16 | Тюмакаево           | деревня                      | ↘33       |
| 17 | Тюманово            | деревня                      | ↗61       |
| 18 | Шерекей             | деревня                      | ↗136      |
| 19 | Шунангер            | деревня                      | ↗134      |
| 20 | Юлъялы              | село                         | ↗143      |
| 21 | Яшпатрово           | деревня                      | ↗117      |

- В 2024 году деревня Этюково включена в состав деревни Наумово[19].